# Hot Issue (EP)
Hot Issue là EP tiếng Hàn thứ hai của ban nhạc nam Hàn Quốc Big Bang và được phát hành thông qua hãng thu âm YG Entertainment.
Sau thành công của EP đầu tiên Always, nhóm tiếp tục chứng tỏ sức hút của mình khi bài hát "Last Farewell" (tiếng Hàn Quốc: 마지막 인사; Romaja: Majimak Insa) đứng đầu các bảng xếp hạng trực tuyến trong 8 tuần liên tiếp và đạt trên 5 triệu lượt tải kĩ thuật số. Trưởng nhóm G-Dragon, người lúc đó 19 tuổi đã sản xuất và viết lời cho tất cả các ca khúc trong Hot Issue. Một trong các bài hát trong EP, "Crazy Dog", bao gồm âm thanh điện tử và đoạn nhạc mẫu trong bài hát "In My Fantasy" của Seo Tai Ji & Boys.
Đĩa đơn "Last Farewell" giành về cho Big Bang một số giải thưởng trong đó có giải Bài hát của tháng trong lễ trao giải Cyworld Digital Music Awards 2007. EP cũng bán ra trên 100.000 bản tại Hàn Quốc.

## Danh sách bài hát
| STT              | Nhan đề                                        | Phổ lời          | Phổ nhạc                        | Hòa âm           | Thời lượng |
| ---------------- | ---------------------------------------------- | ---------------- | ------------------------------- | ---------------- | ---------- |
| 1.               | "Intro (Hot Issue) (hợp tác với CL (của 2NE1)" | G-Dragon         | G-Dragon                        | Brave Brothers   | 1:23       |
| 2.               | "Fool" (바보; Babo)                            | G-Dragon         | G-Dragon                        | Brave Brothers   | 3:46       |
| 3.               | "But I Love U" (G-Dragon solo)                 | G-Dragon         | G-Dragon, S-Kush                | S-Kush           | 4:15       |
| 4.               | "I Don't Understand"                           | G-Dragon         | Choi Pil Kang                   | Choi Pil Kang    | 4:06       |
| 5.               | "Crazy Dog"                                    | G-Dragon         | G-Dragon, Brave Brothers, Perry | Brave Brothers   | 3:40       |
| 6.               | "Last Farewell" (마지막 인사; Majimak Insa)    | G-Dragon         | G-Dragon, Brave Brothers        | Brave Brothers   | 3:52       |
| Tổng thời lượng: | Tổng thời lượng:                               | Tổng thời lượng: | Tổng thời lượng:                | Tổng thời lượng: | 21:01      |

Các đoạn nhạc mẫu được sử dụng:
- "But I Love U" bao gồm đoạn nhạc mẫu trong bài hát "Rhu of Redd Holt Unlimited" của Paula
- "Crazy Dog" bao gồm đoạn nhạc mẫu trong bài hát "In My Fantasy" by Seo Taiji & Boys